# Del Rey Books
Del Rey Books és un segell editorial derivat de Ballantine Books, que és propietat de Random House que, al seu torn també, és propietat de Penguin Random House. Creat el 1977 sota la línia editorial de l'autor Lester del Rey i la seva muller Judy-Lynn del Rey. S'especialitza en llibres de ciència-ficció i fantasia, i antigament en manga japonès sota el seu (ara desaparegut) segell Del Rey Manga.
La primera novel·la publicada per Del Rey va ser The Sword of Shannara (1977) de Terry Brooks. Del Rey també publica novel·les de Star Wars sota la marca LucasBooks (amb llicència de Lucasfilm, una filial de la divisió The Walt Disney Studios de la The Walt Disney Company).

## Autors publicats
- Piers Anthony
- Isaac Asimov
- Stephen Baxter
- Amber Benson
- Ray Bradbury
- Terry Brooks
- Pierce Brown
- Bonnie Burton
- Jack L. Chalker
- Arthur C. Clarke
- James Clemens
- Dan Cragg
- Brian Daley
- Maurice G. Dantec
- Philip K. Dick
- Stephen R. Donaldson
- David Eddings
- Philip José Farmer
- Joe Clifford Faust
- Lynn Flewelling
- Robert L. Forward
- Alan Dean Foster
- Gregory Frost
- Christopher Golden
- James L. Halperin
- Barbara Hambly
- Peter F. Hamilton
- Ward Hawkins
- Kevin Hearne
- Robert A. Heinlein
- Robert E. Howard
- Robert Don Hughes
- J. Gregory Keyes
- Rosemary Kirstein
- Katherine Kurtz
- H. P. Lovecraft
- James Luceno
- Anne McCaffrey[1]
- Donald E. McQuinn
- China Miéville
- Elizabeth Moon
- Sylvain Neuvel
- Robert Newcomb
- Larry Niven
- John Norman
- Naomi Novik
- Frederik Pohl
- Michael Poore
- Christopher Rowley
- David Sherman
- Scott Sigler
- Lucy A. Snyder
- Michael J. Sullivan
- J. R. R. Tolkien
- Harry Turtledove